# Aphria longilingua
Aphria longilingua là một loài ruồi trong họ Tachinidae.